# Rectoría UANL

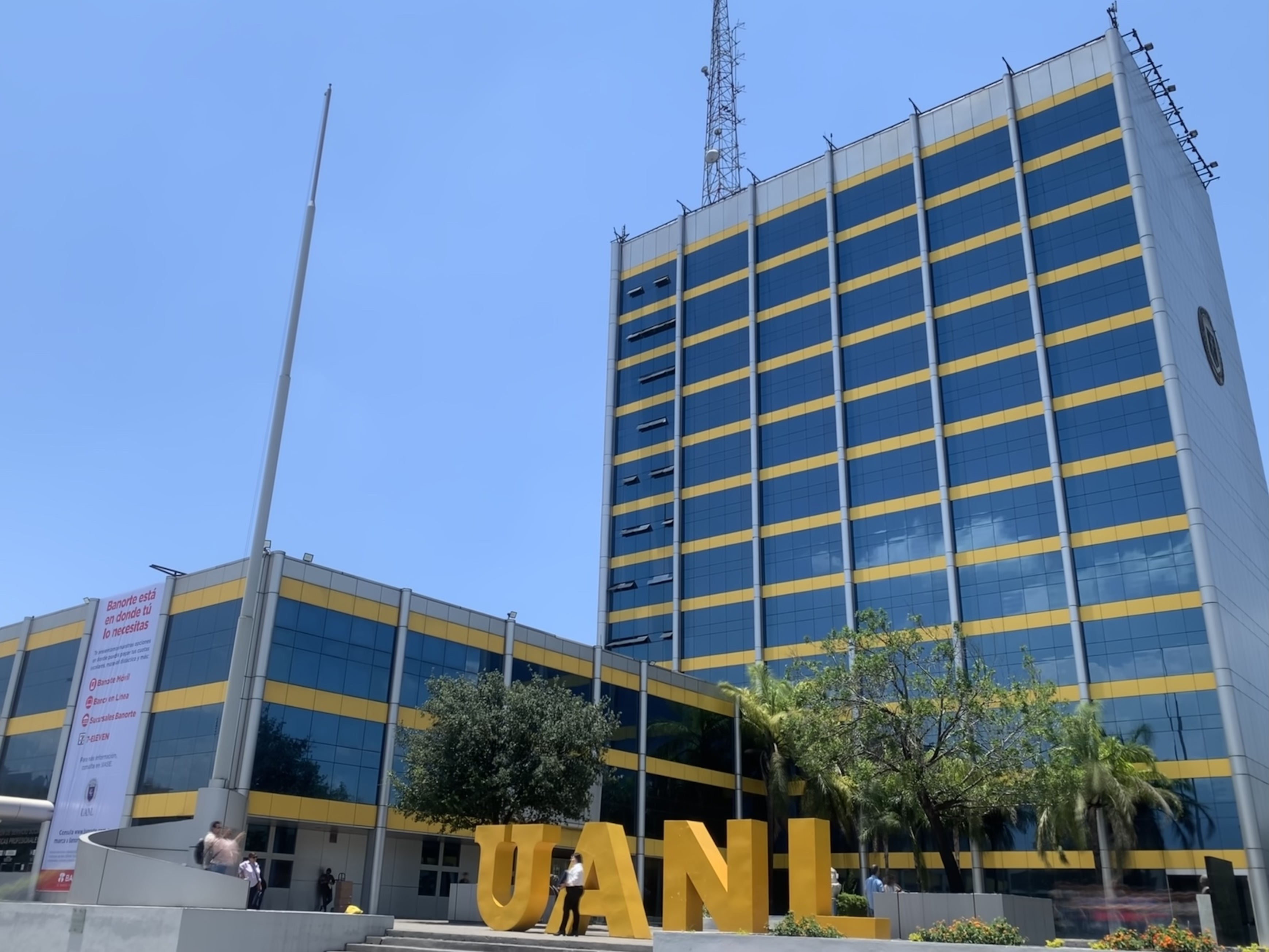
Torre de Rectoría de la Universidad Autónoma de Nuevo León

La torre de Rectoría de la Universidad Autónoma de Nuevo León se encuentra en medio de Ciudad Universitaria, ubicada en San Nicolás de los Garza, municipio de Nuevo León (México).
El edificio fue creado entre noviembre de 1960 a septiembre de 1961, tomando parte del estilo arquitectónico modernista y funcionalista.

## Historia

### Antecedentes: Ciudad Universitaria
En 1950, el rector de la Universidad Autónoma de Nuevo León de  ese momento, Raúl Rangel Frías,  propuso la creación de la Ciudad Universitaria sobre los terrenos del Antiguo Campo Militar de Monterrey.
En el verano de 1957 comenzó la construcción de Ciudad Universitaria. Con una inversión inicial de nueve millones de pesos se llevó a cabo la construcción de los primeros edificios del campus. 
En enero de 1958 se dio marcha con la construcción de la nueva sede de la Facultad de Derecho y Ciencias Sociales, en marzo se inició la construcción de la Facultad de Ingeniería Mecánica y Eléctrica y en mayo se construyó el edificio de Laboratorios y Talleres comunes, todas siendo concluidas simultáneamente en agosto del mismo año ya que el inicio del ciclo escolar comenzaba en septiembre. 
En 1959 se dio comienzo a la construcción de la Alberca Olímpica y del edificio para la Facultad de Ingeniería Civil. 

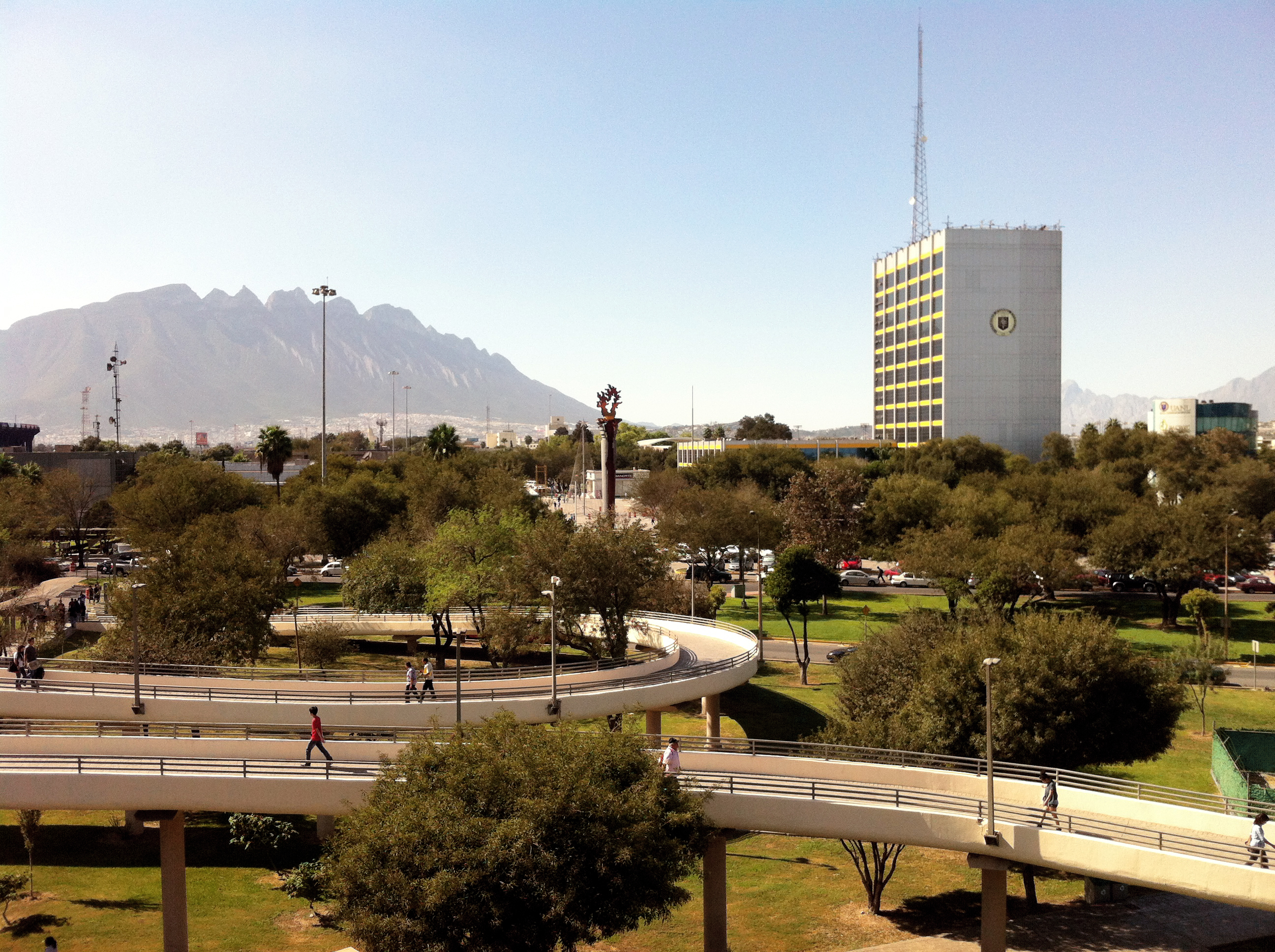
Rectoría de la UANL, en Ciudad Universitaria

El 15 de mayo de 1960, Día del maestro, se llevó a cabo la ceremonia simbólica de inicio del nuevo programa de construcción del Estadio Olímpico Universitario, la Facultad de Arquitectura y la Torre de Rectoría. El 26 de julio de este año el gobernador, el rector y el presidente del Patronato Universitario, acompañados por autoridades civiles, militares y universitarias, dieron luz verde para el arranque de las tres obras. En esa misma ceremonia, se exhibió sobre mamparas el ambicioso y sorprendente proyecto para la Torre de Rectoría.
Al concluir, en 1961, el conjunto de la Ciudad Universitaria estaba integrado por las facultades de Derecho, Ingeniería Mecánica y Eléctrica, Ingeniería Civil, Comercio y Administración, Arquitectura y, Filosofía y Letras.

## Arquitectura
En el proyecto exhibido en acuarelas se podía apreciar un edificio modernista, levantado del suelo por terrazas y escalinatas, compuesto de dos cuerpos o prismas rectangulares, uno vertical con trece niveles de 14 por 36 metros y el otro horizontal con tres niveles de 19 por 49 metros, comunicados ambos cuerpos por un puente aéreo en el segundo y el tercer nivel, todo con presencia etérea por el porticado que domina en la planta baja, logrando con ello transparencia en el paisaje circundante y el realce de los elementos complementarios de plazas, fuentes, esculturas y jardinería. 
Los materiales de construcción evidentes en el proyecto son los perfiles metálicos, los paneles de cristal, los pavimentos de terrazo y los ladrillos vitrificados. También adquieren peso visual el esqueleto estructural exógeno con base en columnas y vigas metálicas de perfil “I”, los muros cortina de cristal transparente que dominan el conjunto, la modulación vertical y horizontal, y los dos muros semiciegos de ladrillos vitrificados en las fachadas oriente y poniente de la torre. La presencia predominante del cristal logra que el edificio tenga más presencia por el volumen que por la masa.
La tendencia expresiva del edificio se corresponde a los lineamientos determinados por la arquitectura moderna en su modalidad de “estilo internacional”, mismo que exigía dar más presencia a la estructura, ampliar los claros del espacio interior, usar materiales de construcción de origen industrial, eliminar referentes regionalistas, explorar la estética de los materiales con base en sus propias características y apoyar una nueva visualidad de la arquitectura para ciudades de avanzada industrial.
La torre de Rectoría fue realizada a cargo de Luis Rafael Cervantes González, siendo este un estudiante del último año de la carrera de arquitecto de la propia Universidad (1955-1960), llevando a cabo el diseño, graficación del proyecto ejecutivo y la supervisión directa en obra, presentándolo como proyecto de tesis en 1963 obteniendo así su grado de arquitecto. 
A las cinco de la tarde del 8 de septiembre de 1961, el edificio fue inaugurado por el presidente Adolfo López Mateos; acompañado del gobernador en turno, Raúl Rangel Frías y el gobernador electo, Eduardo Livas Villarreal así como por el rector Joaquín A. Mora, el alcalde de Monterrey, Leopoldo González Sáenz, y el presidente del Patronato Universitario, Manuel L. Barragán, aunados a directores y alumnos de las escuelas vecinas y contratistas de las obras.

### Remodelación
Su remodelación fue realizada en agosto del 2000, conservando su estructura de acero pero siendo recubierta con aluminio y cristal teniendo una inversión de 20.5 millones de pesos. El diseño de esta remodelación se hizo en la Facultad de Arquitectura en el departamento de Servicios Externos, por el arquitecto Julio Chapa.